# Virgen del Rosario de San Nicolás
La Virgen del Rosario de San Nicolás es una de las muchas advocaciones con la que se venera la figura de la Virgen María en el catolicismo. El día 25 de mayo del año 2009 fue coronada y sus apariciones en San Nicolás de los Arroyos, Provincia de Buenos Aires, fueron aprobadas por el Obispo y por el Vaticano el 25 de septiembre del 2016. Esta imagen genera uno de los fenómenos de peregrinación católicos más importantes de la República Argentina.

## Historia
En 1884 se inauguró el templo parroquial de San Nicolás de Bari, que albergó una imagen de la Virgen del Rosario.
En el siglo XX, la señora Gladys Quiroga de Motta declaró que había recibido una serie de apariciones de la Virgen María en la ciudad de San Nicolás de los Arroyos y que habrían iniciado el 25 de septiembre de 1983.

### Cronología
- 1884: se inaugura el Templo Parroquial de  San Nicolás de Bari, al cual se dona una imagen de la Virgen del Rosario.
- 1983 - 25 de septiembre: en la ciudad de San Nicolás de los Arroyos, Gladys Quiroga de Motta, madre de dos hijas, manifiesta haber visto y oído a una imagen de naturaleza sobrenatural que no pudo reconocer
  - 28 de septiembre: se produce la segunda aparición a Gladys Motta, quien lo comenta a familiares y vecinas de confianza
  - 7 de octubre: luego de un bloqueo emocional, pregunta a la imagen qué era lo que quería y recibe entonces la visión de una capilla
  - 12 de octubre: Gladys Quiroga confía lo sucedido al presbítero Carlos Pérez
  - 14 de octubre: la supuesta vidente es recibida en audiencia por el obispo de San Nicolás en ese momento, monseñor Antonio Rossi

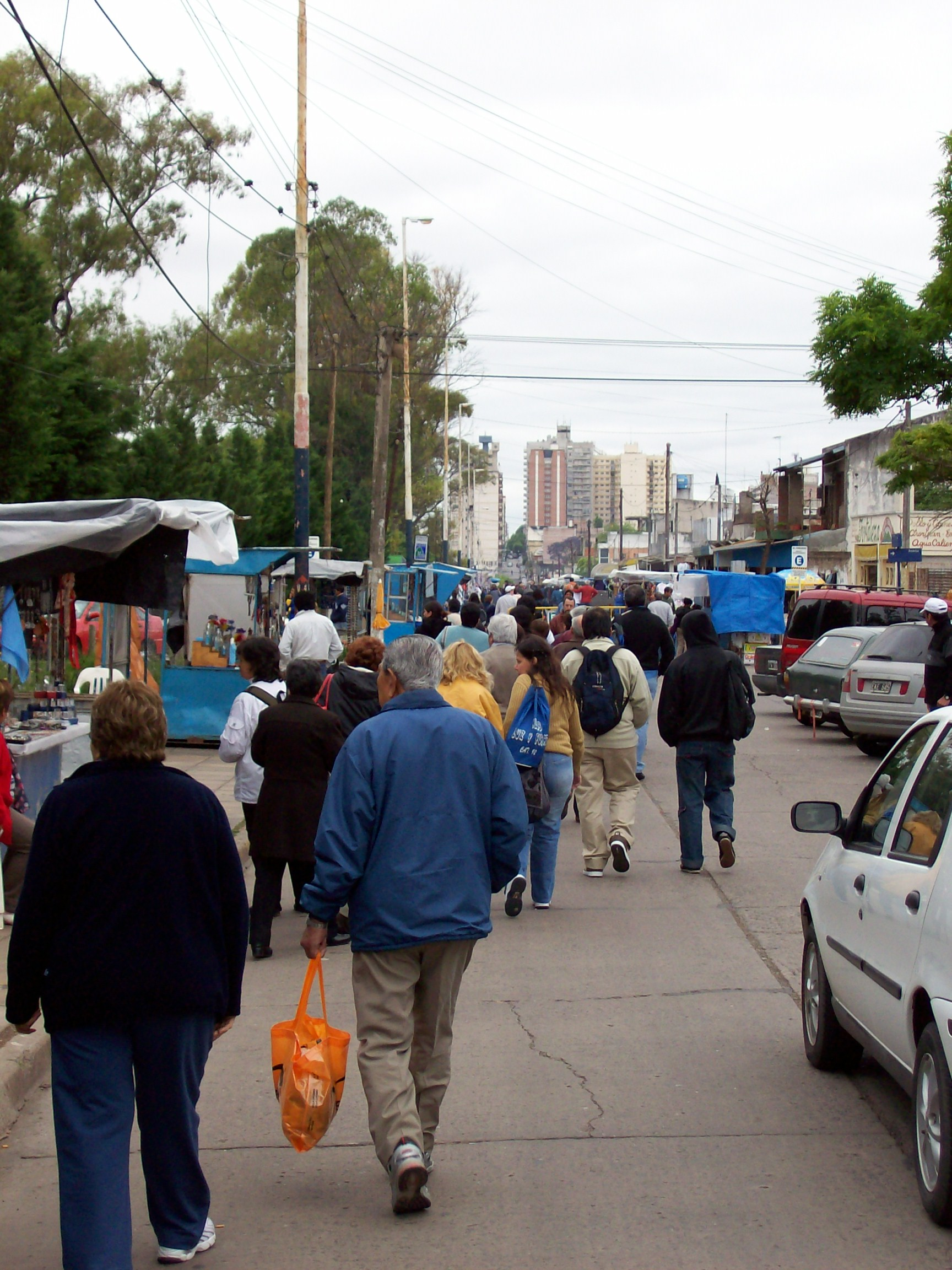
Peregrinos caminando por calle Sarmiento, poblada de puestos de venta ambulantes, hacia el santuario.

- - 17 de octubre: tras una larga búsqueda en diferentes iglesias de la ciudad, se dirige a la Catedral de San Nicolás de Bari, en donde tiene una visión sobre una imagen que residía anteriormente allí.  En un altillo de depósito de esta iglesia, reconoce a la imagen que se aparece en sus visiones: la Santísima Virgen del Rosario. La imagen estaba guardada y le faltaba la mano derecha y el rosario
  - 24 de noviembre: un rayo de luz indica a Gladys Motta el emplazamiento del futuro templo
  - 27 de noviembre: la Virgen le pide a Gladys Motta ser emplazada en "la ribera del Paraná"
- 1984 - 19 de julio: se crea el Movimiento Mariano de San Nicolás
  - 2 de diciembre: Mensaje de la Virgen: "Gladys, debéis hacer acuñar una medalla con mi imagen de la advocación María del Rosario de San Nicolás y en el reverso, la Santísima Trinidad con siete estrellas"
- 1985 - 25 de mayo: llega a San Nicolás una multitud de peregrinos, movilizando a toda la ciudad
  - 13 de junio: se imprimen 10 000 libros pequeños en la ciudad de Rosario con los mensajes de María del Rosario
  - 25 de agosto: El municipio de San Nicolás dona a la Iglesia los terrenos del lugar para la edificación del Santuario, conocido como "el campito"
  - 25 de septiembre: en un mensaje de la Virgen, le explica a Gladys Motta el significado de las siete estrellas: son siete gracias que su hijo, Jesucristo concederá a quien la lleve en su pecho
  - 25 de octubre: se inaugura la nueva Casa del Peregrino y la sede del Centro de Difusión del Movimiento Mariano
- 1987: hasta junio de este año, se han impreso 2.300.000 estampas de la Virgen
  - 5 de abril: audiencia de monseñor Castagna con el Papa Juan Pablo II en ocasión de visita a la Argentina
  - 8 de octubre: firma del contrato con la empresa constructora del Santuario, Gerlach & Campbell
- 1990 - 2 de abril: peregrinación mundial de cerca de 60.000 sacerdotes de todas partes del mundo.[cita requerida]

## Fenómeno mariano

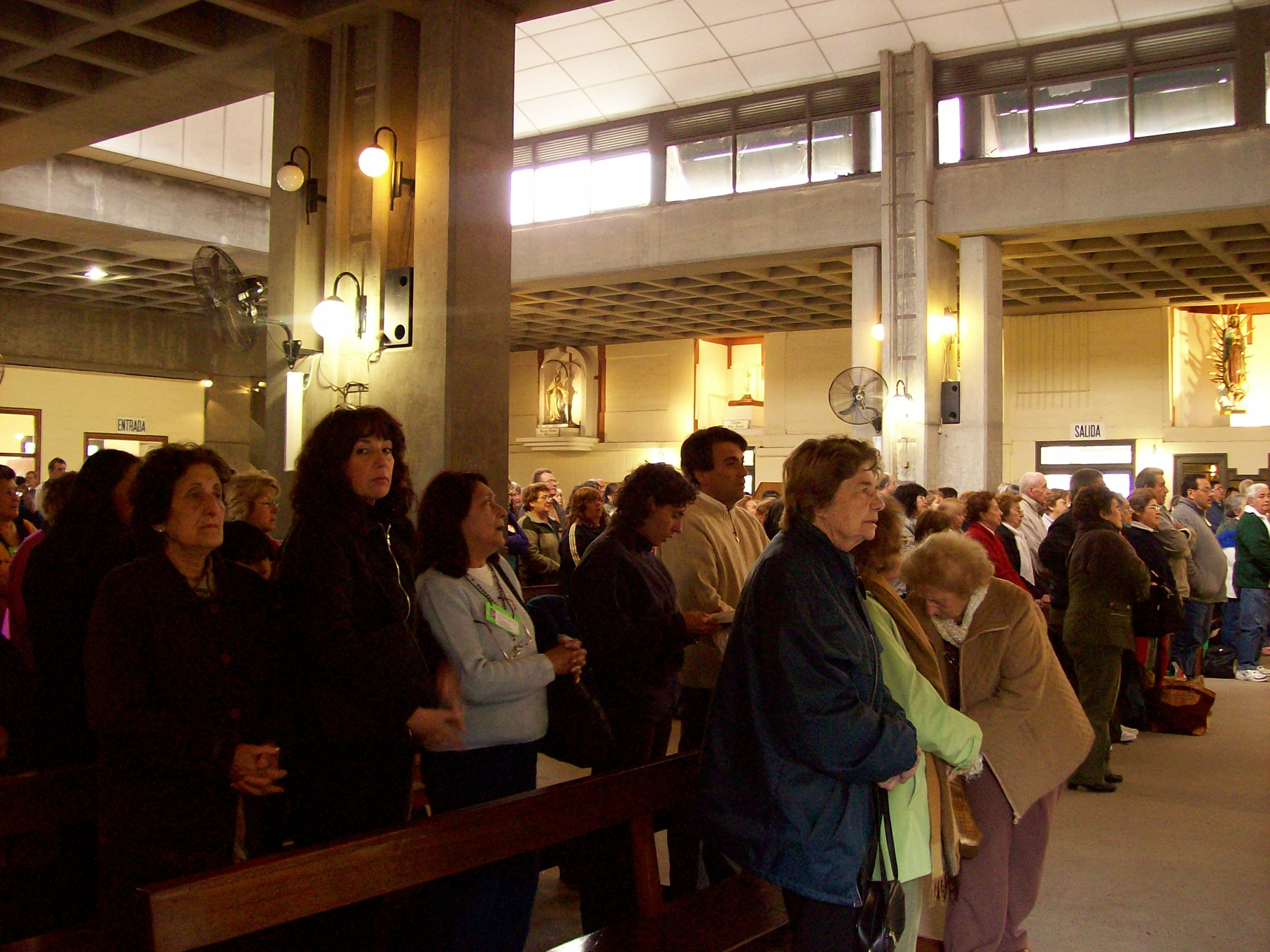
Vista parcial de los peregrinos dentro del santuario.

Cada 25 de septiembre, la ciudad de San Nicolás recibe a cientos de miles de peregrinos y fieles que concurren para rendir homenaje a la imagen de Nuestra Señora del Rosario de San Nicolás. En el año 2003, al cumplirse 20 años de la primera aparición de la Virgen, se congregó el segundo mayor número de fieles: 400.000 personas. Llegaron peregrinos de todas las provincias de Argentina, con grupos de más de 1000 personas que recorrieron a pie los 240 km que separan San Nicolás de la ciudad de Buenos Aires. Un trayecto tres veces mayor que el que va de Buenos Aires hasta Luján. El 25 de septiembre de 2013, al cumplirse 30 años de la aparición de la Virgen, llegaron a la ciudad 500.000 personas, superando la cantidad de fieles del 2004, y siendo hasta el momento el año con mayor cantidad de concurrencia de peregrinos.[cita requerida]

## El santuario
El templo se construye de acuerdo a un estudio para que a través de una planta baja y entrepisos especiales, pueda llegar a albergar entre ocho y nueve mil personas de pie. Para los actos exteriores se construyen terrazas y explanadas. 
La cúpula tiene 24 m de diámetro y exteriormente, 27 m de diámetro, la cual está compuesta por 64 gajos dispuestos verticalmente de hormigón armado y exteriormente cuenta con placas de cobre colocadas en forma de bandejas individuales. La misma se puede admirar desde varios puntos de la ciudad. Actualmente la obra se encuentra en su 70%.
El 25 de mayo de 2014 se inauguró el interior del Santuario en su totalidad.

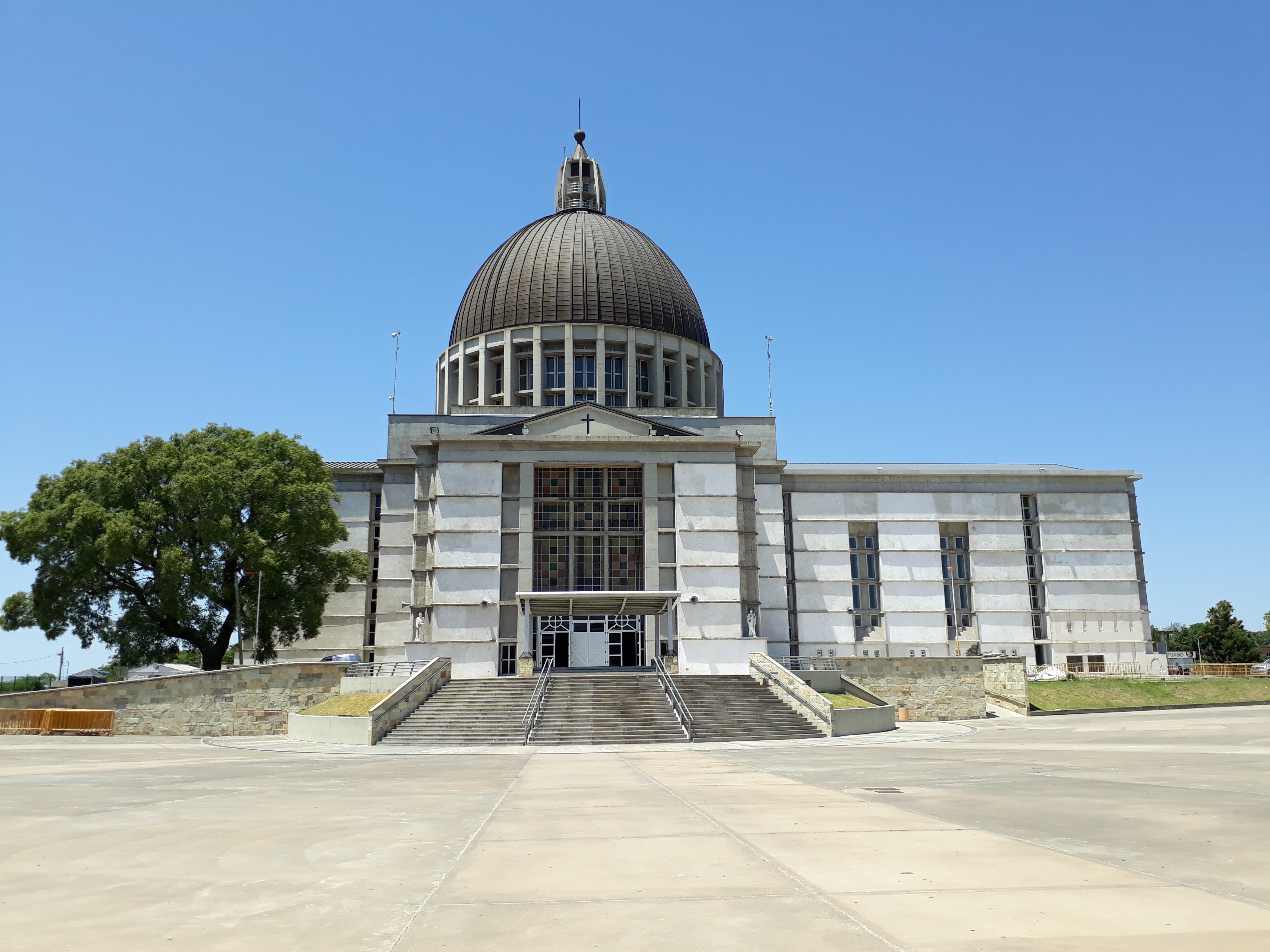
Santuario de la Virgen del Rosario de San Nicolás, en Buenos Aires, Argentina.

## Estudio del caso
En agosto de 1990, el teólogo francés René Laurentin publicó An appeal from Mary in Argentina: the apparitions of San Nicolas (Una llamada de María en Argentina: las apariciones de San Nicolás, Milford, OH: Faith Publishing Co., 1990.), con más de 163 páginas, producto de la visita del autor a la ciudad, quien además ha escrito sobre otras apariciones sobrenaturales. En su agradecimiento menciona entre otros colaboradores a Monseñor Domingo Salvador Castagna, Marie Helene Sutter de Gall y el padre Carlos Pérez, a quien Gladys Motta confiara su historia.  
En 1994, el historiador Cayetano Bruno, de la ciudad de Rosario publicó su "Historia de las manifestaciones de la Virgen, María del Rosario de San Nicolás", realizado con recopilaciones que el autor realizó sobre testimonios y datos oficiales del Archivo del Santuario. 
Se han publicado además un libro titulado "Mensajes" de 1990, con los que la Virgen transmitió según palabras de la vidente, Gladys Motta, en un compendio de las 1887 visitas de la misma hacia la mujer. Y también se realizó en 1991, un libro similar pero comentado llamado "¿Quién es esta mujer?" del autor Víctor Martínez.

## Aprobación por parte de la Iglesia católica
En un decreto firmado el 22 de mayo de 2016 y hecho público pocos días después, Héctor Cardelli, obispo de San Nicolás, declaró que las apariciones ocurridas en San Nicolás serían de carácter sobrenatural. De este modo, el hecho ha quedado reconocido, a nivel diocesano, dentro de la Iglesia católica.